# Esther Novalgos Laso
Esther Novalgos Laso (Cenicero, La Rioja, 1942) es una escritora y poeta  española. Autora de los libros Alma riojana en 1981, Jana en 1982, Ofrenda en 1986, Campo de amapolas y Cambalache (entre la vida y yo), este último ilustrado por Carmela Barbero, y con aportación de ilustraciones de la artista Ouka Leele.

## Trayectoria
Novalgos nació en Cenicero, La Rioja en 1942. Nació en el pueblo de Ceniceros en La Rioja, en donde escribió su primer poemario, Alma riojana en el año 1981. Con ocho años, escribió su primer texto, Una historia de Monjas',' en donde relataba situaciones que vivió en el internado donde había ingresado en los años 50 a raíz de la muerte de su madre.  
Fue finalista de los Premios Web Riojanos 2009 en donde participó con su blog personal. En 2017 formó parte del recital poético y de arte "Grito de Mujer" con la consigna un «Grito de libertad» por todas las niñas del mundo, compartiendo evento con varios autores, entre los que estaban la escritora María José Marrodán Gironés. En 2020 fue candidata del II Premio Mujer La Rioja. Novalgos ha sido participante activa del Festival Agosto Clandestino en varias de sus ediciones.
Fue coautora junto a César Novalgos, Eduardo Ochoa y Santi Vivanco del libro cuyo título general, Racimo, engloba los individuales Con el alma a las puertas, Los campos de Ialu, Saggitarius, Huellas y de Una voz mil palabras, ambos complementados con CDs. Dos de sus poemas han sido convertidos en canciones por el cantante español Juancho Ruiz, el Charro. Muchos de sus poemas han sido interpretados por otros compañeros de profesión como es el caso de César Novalgos que a su vez es hijo de Novalgos Laso.
El 25 de noviembre de 2020, con motivo del Día Internacional de la Eliminación de la Violencia contra la Mujer, Novalgos prestó su voz de mujer en forma de "Píldoras literarias" como apoyo a la conmemoración de este día.
Novalgos describe a La Rioja en el libro Las palabras del tiempo (antología del III encuentro de poetas hispanoamericanos en homenaje al poeta Claudio Rodríguez) Editó Fundación Camino de la Lengua Castellana. Fue directora de la publicación Portales. Ha dado recitales en varias ciudades españolas y en el Lycée d’Artagnan de Nogaró (Francia). Fue miembro de la Asociación Poética Prometeo (Madrid) hasta su desintegración. Su obra ha sido publicada en Cuadernos de Poesía Nueva. Novalgos figura como una de los 46 poetas que aparece en el cuadernos del encuentro 1492-1992 y fue figura en Quién es quién en las letras españolas (Diccionario de autores). En 2020, publicó el poemario Canción de Luna, en el cual aparece como autor del prólogo el escritor Andrés Pascual.

## Premios y reconocimientos
En 2003, Novalgos fue premiada con las llaves de oro de la peña de Logroño.  
En 2018, escribió el texto de la obra de teatro "Trece en raya" junto con Julia Baigorri, Laura Sánchez y Pablo Alonso la cual fue premiada con la beca proyecta del Ayuntamiento de Logroño. La obra trata de la juventud y los recuerdos con otro estilo, mezclando un poco de comedia, drama en donde conviven las emociones, la añoranza, la melancolía y el recuerdo.
En 2021 ha recibido la distinción de "Socia Gran Reserva" otorgada por la Asociación Riojana de Escritores (ARE)[22]
En 2022 ha recibido el Premio a las Letras que otorga el Centro Riojano de Madrid.
En 2023 ha sido nombrada cofrade de mérito de Cofradía del Vino de La Rioja.
En 2024 el ayuntamiento de Cuzcurrita del río Tirón la homajea con la inauguración de una plaza con su nombre "Plaza Esther Novalgos".

## Obra destacada
- 1981 Alma riojana ISBN 978-84-7359-115-7
- 1982 Jana ISBN 8473591526
- 1987 Ofrenda ISBN 978-84-7697-062-1
- 1995 Campos de amapolas ISBN 978-84-7359-460-8
- 2002 Racimo ISBN 10: 8473595319
- 2014 Cambalache (entre la vida y yo) ISBN 978-8477314882[22]
- 2020 Canción de Luna ISBN 978-84-7731-655-8
- 2021 Lágrimas en los bolsillos ISBN 978-84-16536-89-4
- 2024 Me enamoré de ti. Poemas y fotografías de Cuzcurrita